# Leonida Rosino
Leonida Rosino (Treviso, 19 settembre 1915 – Padova, 31 luglio 1997) è stato un astronomo italiano, noto per aver scoperto 23 supernove.

## Biografia
Laureatosi in fisica all'Università di Padova nel 1938, si dedicò all'astronomia, diventando assistente di Giovanni Silva. La sua formazione scientifica è stata completata da un soggiorno biennale presso l'Osservatorio Yerkes dell'Università di Chicago, dal 1948 al 1950.
Conseguì la libera docenza in astronomia nel 1948; dal 1939 al 1953 fu prima assistente poi professore incaricato di spettroscopia all'Università di Bologna, alla cattedra di Francesco Zagar. Divenne professore ordinario di astronomia all'Università di Cagliari nel 1953, quindi passò all'Università di Bologna nel 1954 e, nel 1956, all'Università di Padova, dove è rimasto fino alla nomina a professore emerito. Dal 1956 è stato direttore dell'Osservatorio astrofisico di Asiago.
Autore di oltre 250 pubblicazioni scientifiche, ha dato contributi originali allo studio delle stelle variabili, degli ammassi globulari e della fisica delle novae e delle supernovae, la qual cosa gli ha reso fama internazionale. Ha scoperto 23 supernove (di cui cinque assieme ad altri scienziati); ha scoperto inoltre la variabile cataclismica AL Comae Berenices.
Leonida Rosino è stato membro di molte società scientifiche nazionali e internazionali tra cui l'Accademia Nazionale dei Lincei (dal 1964) e l'Istituto veneto di scienze, lettere ed arti.
Il 15 novembre 1997 la Stazione osservativa di Asiago Cima Ekar è stata intitolata alla sua memoria. Nella stazione è presente una targa con la sua immagine, recante la scritta « Leonida Rosino 1915 - 1997  Impareggiabile maestro, ideatore e realizzatore di questa stazione astronomica - 15 novembre 1997 ».

## Opere principali
- Fisica delle stelle, Vallardi, Milano, 1956
- Observations et interpretation de l'etoile variable SS Cygny, Vallardi, Milano, 1960
- Luci e ombre nella conoscenza del mondo fisico (1970)
- Photometric and spectroscopic studies of novae and supernovae (1971)
- Lezioni di astronomia, CEDAM, Padova, 1979
- Gli astri: dal sistema solare alle galassie, UTET, Torino, 1985

## Onorificenze
Leonida Rosino è stato insignito della laurea honoris causa da due università:
- Università di Basilea (1970)
- Università di Innsbruck (1989)

L'asteroide 7715 Leonidarosino è stato così chiamato in suo onore.